# Султанбековська сільська рада
Султанбе́ковська сільська рада (рос. Султанбековский сельский совет) — муніципальне утворення у складі Аскінського району Башкортостану, Росія. Адміністративний центр — присілок Султанбеково.

## Населення
Населення — 635 осіб (2019, 702 в 2010, 770 в 2002).

## Склад
До складу поселення входять такі населені пункти:
| Населений пункт        | Населення, осіб (2002) | Населення, осіб (2010) |
| ---------------------- | ---------------------- | ---------------------- |
| Камашади, присілок     | 21                     | 10                     |
| Султанбеково, присілок | 493                    | 459                    |
| Чурашево, присілок     | 256                    | 233                    |